# Klemens Maleszewski
Klemens Maleszewski (ur. 1798, zm. 20 stycznia 1873 w Wilnie) – polski lekarz psychiatra. 
Syn Adama Maleszewskiego. Ukończył studia medyczne na Cesarskim Uniwersytecie Wileńskim w 1829, otrzymując stopień lekarza 3. klasy. W 1842 zdał egzamin na stopień sztabslekarza.
Kierował ośrodkiem dla psychicznie chorych w Wilnie w latach 1837–1864. W tym czasie pracował nad zastosowaniem metaloterapii i elektroterapii w leczeniu schorzeń psychiatrycznych. W 1861 roku z sukcesem zastosował elektroterapię katatonii u 35-letniego pacjenta Marcina Merczysa.

## Prace
- Uwagi praktyczne nad obłąkaniem umysłu (1846)
- Krótka nauka felczerska przez pytania i odpowiedzi ułożona, z przyłączeniem wiadomości o sposobach ratowania od pozornej śmierci, od rozmaitych zatruć i ukąszenia od wściekłych zwierząt, z przydaniem sposobu utrzymania pijawek, z tablicą rytą na kamieniu wyobrażającą ciało człowieka w przecięciu z odznaczeniem arteryj, żył i muskułów.  Wilno, Nakładem J. Zawadzkiego, 1848
- O pierścionkach galwanicznych (niepubl, 1863)
- O wadach wymowy, mianowicie o zająkaniu się i sposobach zaradzenia. Pamiętnik Towarzystwa Lekarskiego Warszawskiego tom 26 s. 118 (1851)
- O febrze zamaskowanej pod postacią krwotoku z nosa (febris larvata hemorrhagica). Pamiętnik Towarzystwa Lekarskiego Warszawskiego ss. 59–65 (1851)
- Opisanie idioty znajdującego się w Wileńskim Zakładzie Obłąkanych (niepubl, 1862)
  - Nasierowski T. Rękopis znaleziony w Wilnie. Opis zespołu katatonicznego u Marcina Merczysa, pacjenta Wileńskiego Zakładu Obłąkanych, wraz z opisem podjętej, najprawdopodobniej po raz pierwszy w historii psychiatrii, próby leczenia katatonii prądem elektrycznym, dokonany przez wileńskiego psychiatrę dra Klemensa Maleszewskiego. Terapia 3 ss. 29-30 (1998)
- Prakticzeskije nabljudenija nad umopomieszatiel'stwom ili duszewnymi boleznjami (1870)